# جون جيمس كليمنتس
جون جيمس كليمنتس (بالإنجليزية: John James Clements)‏ هو عسكري جنوب أفريقي، ولد في 19 يونيو 1872 في بلدية ميدلبيرغ ‏ في جنوب أفريقيا، وتوفي في 18 يونيو 1937 في نيوكاسل ‏ في جنوب أفريقيا.